# Živeti hočem
Hočem živeti je mladinski roman, ki ga je napisala nemška pisateljica Marliese Arold in obravnava kočljivo ter ne dovolj poznavano tematiko med mladimi - AIDS. Roman z izvirnim naslovom Ich will doch leben je v slovenščino prevedla Darja Erbič. Spremno besedo na koncu knjige je napisala Irena Klavs, v kateri so razložene bistvene točke, povezane z AIDS-om, in s tem pripomore k boljšemu poznavanju AIDS-a ter njegovega prenašanja. 

## Vsebina
Nadine živi sproščeno, normalno življenje, dokler ne dobi pisma od svojega bivšega fanta Floriana, v katerem ji sporoči, da je zbolel za AIDS-om, ki ga je dobil preko transfuzije krvi, preden sta se spoznala. Predlaga ji, naj gre k zdravniku opravit test, ker se boji, da ga je verjetno prenesel nanjo. Nadine najprej ne verjame njegovim besedam in odlaša z obiskom zdravnika, a ko zboli za gripo, zdravniku omeni, da ima mogoče AIDS. Zdravnik ji takoj odvzame kri, da bi opravili teste, katerih rezultati naj bi bili jasni po enem tednu. Ko pride tisti dan, jo zdravnik pokliče k sebi in ji sporoči, da je seropozitivna, a da bolezen pri njej še ni izbruhnila. 
Sreča se s strašno novico, da prenaša virus HIV in z neprijetnimi vprašanji, na katera bo morala najti odgovore. Kako sporočiti to svojim staršem? Kakšne bodo reakcije prijateljic? Ali jo čaka izobčenost? Kakšno življenje jo čaka sedaj, ko je bolna? Koliko časa bo še živela? 

## Zbirka
Knjiga je izšla v Zbirki Odisej založbe Mladinska knjiga.

## Ocene in nagrade
- Prispevek na RTV SLO

## Izdaje in prevodi
- Prva slovenska izdaja iz leta 1998 (COBISS)
- Druga slovenska izdaja iz leta 2001 (COBISS)
- Prva nemška izdaja iz leta 1995 (COBISS)
- Druga nemška izdaja iz leta 1998 (COBISS)